# CA San Martín de Tucumán
Club Atlético San Martín de Tucumán ist ein argentinischer Sportverein, der am bekanntesten für seine Fußballsektion ist. Der Klub ist in San Miguel de Tucumán, der größten Stadt Nordargentiniens, beheimatet. Er wurde 1909 gegründet und spielt seit dem Abstieg aus der Nacional B im Jahre 2011 in der Torneo Argentino A, der dritthöchsten Liga.
Außer der Herrenmannschaft hat der Verein auch eine Damenmannschaft.
Der bemerkenswerteste Sieg war der 6:1-Auswärtssieg bei den Boca Juniors am 20. November 1988. Der Club spielte die Saison 2008/09 in der obersten Klasse, stieg aber in dieser Saison zum siebten Mal in der Vereinsgeschichte ab.
Der Verein spielt zu Hause in rot-weiß gestreiften Leibchen und roten Hosen und Socken. Das Auswärtsdress ist weiß, das Leibchen hat einen roten Streifen am Ausschnitt.

## Bekannte Spieler
- Jorge Anchén, Nationalspieler für Uruguay
- Óscar Fabbiani, Nationalspieler für Chile
- Pablo de Muner, Nationalspieler für Argentinien U-20
- Carlos Morales, Nationalspieler für Paraguay
- Ricardo Villa, Nationalspieler für Argentinien, Weltmeister 1978, FA Cup Gewinner (1981 und 1982) mit Tottenham Hotspur